# Hypoxis
Hypoxis ist eine Pflanzengattung innerhalb der Familie der Hypoxidaceae. Die etwa 90 Arten sind auf der Nord- und Südhalbkugel, hauptsächlich in subtropischen bis tropischen Gebieten verbreitet, aber keine Art ist in Europa beheimatet.

## Beschreibung und Ökologie

### Erscheinungsbild, Wurzeln und Laubblätter
Die Hypoxis-Arten wachsen als ausdauernde, krautige Pflanzen. Diese Geophyten bilden unterirdische, verdickte Sprossachsen oder vertikale, mehr oder weniger lange, fast kugelige, knollige oder längliche Rhizome als Überdauerungsorgane. Die unterirdischen Sprossachsen sind innen fleischig, schleimig, weiß oder gelb-orange und werden aufgeschnitten an der Luft durch Oxidation schwarz. Die oberirdischen Pflanzenteile besitzen oft verzweigte, weiße bis rötliche Haare (Trichome).
Hypoxis-Arten besitzen, besonders an der oberen Hälfte ihres Rhizoms, kontraktile, gedrungene Wurzeln, mit denen sie die Höhe im Erdboden für ein optimales Wachstum regeln können.
Es handelt sich bei den meisten Hypoxis-Arten um Geophyten, bei denen während Trockenzeit die Blätter vertrocknen und frische Blätter in der Regenzeit wieder austreiben, die oft auch während der Blütezeit vorhanden sind. Nur wenige Hypoxis-Arten sind immergrün. Die meisten südafrikanischen Hypoxis-Arten beginnen im Frühling neue Blätter auszutreiben und sind während des Sommers grün. Bei den meisten Hypoxis-Arten sind wenige bis viele (drei bis zu zwanzig) Laubblätter in etwa drei Reihen schraubig übereinander angeordnet, bei einigen Arten sind nur grundständig Laubblätter vorhanden. Es sind Blattscheiden, aber keine Blattstiele ausgebildet. Die Blattscheiden können bei manchen Arten einen kleinen „Scheinstamm“ bilden und/oder können von trockenen Fasern umgeben sein. Die einfachen Blattspreiten sind linealisch bis lanzettförmig oder eiförmig. Bei den Gattungen Hypoxis und Rhodohypoxis sind die Blattflächen meist behaart, dagegen bei der nächst verwandten Gattung Spiloxene kahl. Es liegt Paralleladrigkeit vor, wobei die Blattadern oft relativ stark entwickelt sind.

### Blütenstände, Blüten und Bestäubung
In Südafrika werden die Blütenstände mit Beginn der Regenzeit im Frühling gebildet. Es ist ein unbeblätterter, schlanker, kurzer bis langer, unverzweigter, meist fein behaarter Blütenstandsschaft vorhanden. Je nach Art stehen zwei bis zwölf Blüten in einem endständigen, doldigen oder traubigen Blütenstand zusammen, manchmal stehen die Blüten auch einzeln. Die Blüten stehen über jeweils ein oder zwei Tragblättern. Die Blütenstiele sind lang oder kurz.

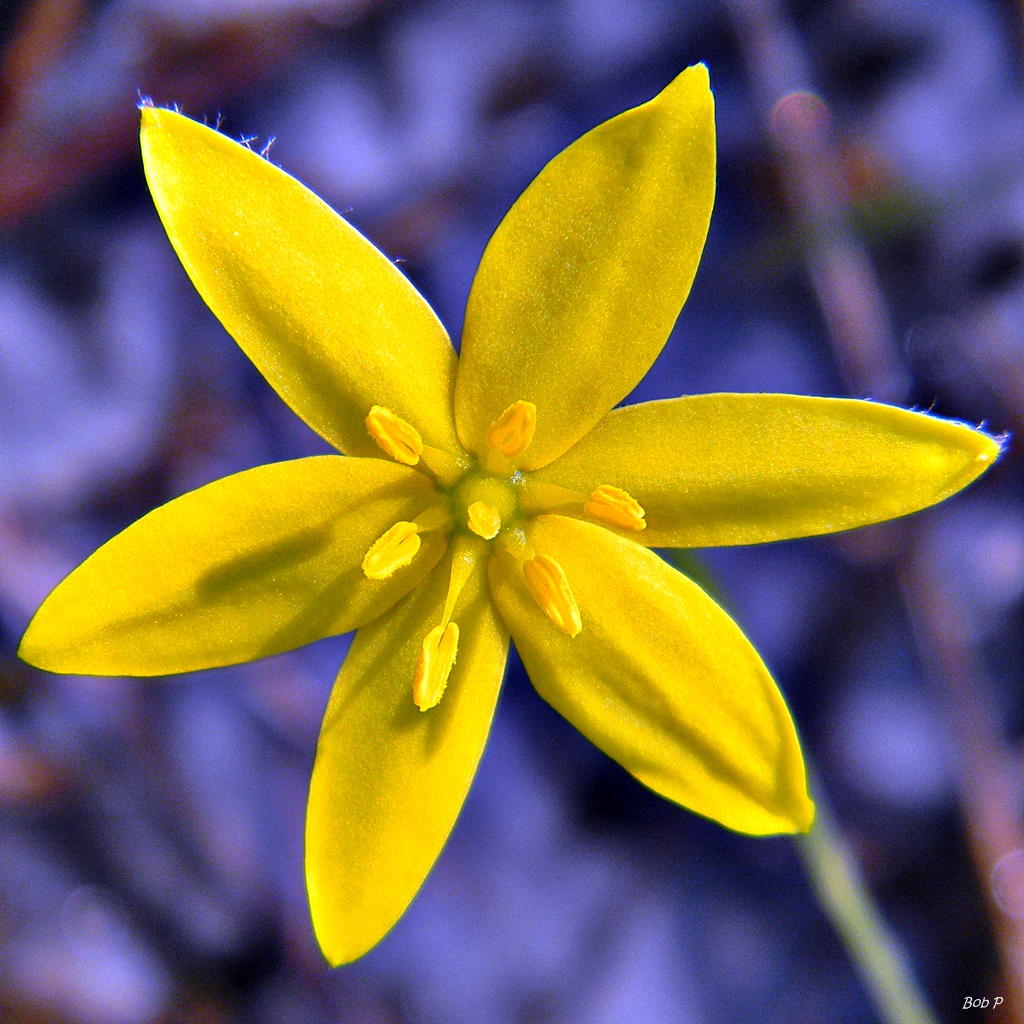
Blüte von Hypoxis juncea

Die zwittrigen Blüten sind radiärsymmetrisch und dreizählig. Die meist sechs fast gleichgeformten, außen behaarten Blütenhüllblätter sind frei, haltbar, schmal eiförmig und immer sternförmig (daher auch ihre Trivialnamen in den Heimatgebieten yellow stars, star lily (englisch), sterretjie (afrikaans)) sowie ausgebreitet angeordnet. Selten sind vier oder acht Blütenhüllblätter vorhanden. Die Farbe der Blütenhüllblätter ist bei fast allen Arten gelb, nur bei Hypoxis membranacea und Hypoxis parvula var. albiflora sind sie weiß. Es sind zwei Kreise mit je drei, selten nur zwei Staubblättern vorhanden. Die kurzen, faden- bis pfriemförmig Staubfäden sind untereinander frei, ausgebreitet bis aufrecht und an der Basis der Blütenhüllblätter inseriert. Drei Fruchtblätter sind zu einem meist dreikammerigen, unterständigen Fruchtknoten verwachsen. Jede Fruchtknotenkammer enthält viele Samenanlagen. Der kurze, zylindrische Griffel endet mit einer verkehrt-konischen, dreilappigen Narbe.
Die Blütezeit ist je nach Art sehr unterschiedlich. Eine Blüte öffnet sich nur innerhalb eines Tages, aber die Blüten eines Blütenstandes öffnen sich nicht alle gleichzeitig und so dauert die gesamte Blütezeit einige Wochen. Wie bei allen Hypoxidaceae enthalten die Blüten bei Hypoxis keine Nektarien, deshalb ist die einzige Belohnung für Blütenbesucher der Pollen. Die Hauptbestäuber sind solitärlebende Bienen oder Honigbienen. Die Pollenkörner sind gelb und sind in den transparenten Pollensäcken für die Bestäuber sichtbar.

### Früchte und Samen
Die dünnwandigen Kapselfrüchte öffnen sich entlang ihres Querschnittes und der obere Teil fällt ab. Die relativ kleinen Samen besitzen eine schwarze Samenschale.

### Chromosomenzahlen
Die Chromosomenbasiszahl beträgt x = 7,8,9,11,19. Oft liegt Polyploidie oder Aneuploidie vor.

## Vorkommen
Die Gattung Hypoxis ist auf der Nord- und Südhalbkugel, hauptsächlich in subtropischen bis tropischen Gebieten verbreitet. Die größte Artenvielfalt mit etwa 45 Arten findet man im Südlichen Afrika. Jeweils einige Arten kommen in Zentralafrika (etwa 20 Arten), Madagaskar, Asien, in der Orientalis („Indo-Malasia“), in Australien, Süd-, Zentral-, Nordamerika und auf Karibischen Inseln vor. Sieben Arten sind in den USA beheimatet. In Europa ist keine Art beheimatet.
Etwa sieben Arten sind Elemente der Capensis. Etwa acht Arten kommen im Westkap, etwa acht Arten im Nordkap und drei Arten im Ostkap vor. Nur eine Art ist in Namibia beheimatet.
Die meisten Arten gedeihen an feuchten oder in episodisch feuchten Standorten. Die meisten südafrikanischen Arten gedeihen in Gebieten mit Sommerregen, also im östlichen Teil Südafrikas. Sieben dieser Arten kommen auch im Winterregengebieten vor. Elf Arten kommen nur im südafrikanischen Inland nur in Höhenlagen oberhalb 1000 Meter vor. Die anderen südafrikanischen Arten reichen von der Küste bis ins Landesinnere. Hypoxis-Arten gedeihen hauptsächlich in Grasländern, am besten bei vollem Licht. Nur wenige Hypoxis-Arten gedeihen an Felswänden oder im Waldschatten.
Einige Hypoxis-Arten stehen in der „Red List of South African Plants“ = „Rote Liste der südafrikanischen Pflanzen“.

## Systematik
Die Gattung Hypoxis wurde 1759 durch Carl von Linné in Systema Naturae, Editio Decima, 2, S. 972, 986 und 1366 aufgestellt. Als Typusart wurde 1913 Hypoxis erecta L. durch Nathaniel Lord Britton und Addison Brown in An Illustrated Flora of the Northern United States, 2. Auflage, Band 1, S. 534 festgelegt. Der Gattungsname Hypoxis leitet sich von den griechischen Wörtern hypo für unter und oxy für spitz ab, dies bezieht sich auf die zugespitzte Basis des Fruchtknotens oder Frucht. Synonyme für Hypoxis L. sind: Upoda Adans., Schinnongia Schrank, Niobea Willd. ex Schult. & Schult.f..
Aus der Gattung Hypoxis wurden durch Gert Cornelius Nel im Artikel Die afrikanischen Arten der Amaryllidaceae-Hypoxideae in Botanische Jahrbücher, Band 51, 1866, S. 287–340 einige Arten in eine neue Gattung Ianthe Salisb. oder Janthe Nel orth. var. gestellt, dies ist heute ein Synonym von Spiloxene Salisb.
Hypoxis L. ist eine Gattung innerhalb der Familie der Hypoxidaceae. Früher wurde sie auch in die Familie der Liliaceae eingeordnet.
Es gibt etwa 90 Hypoxis-Arten:

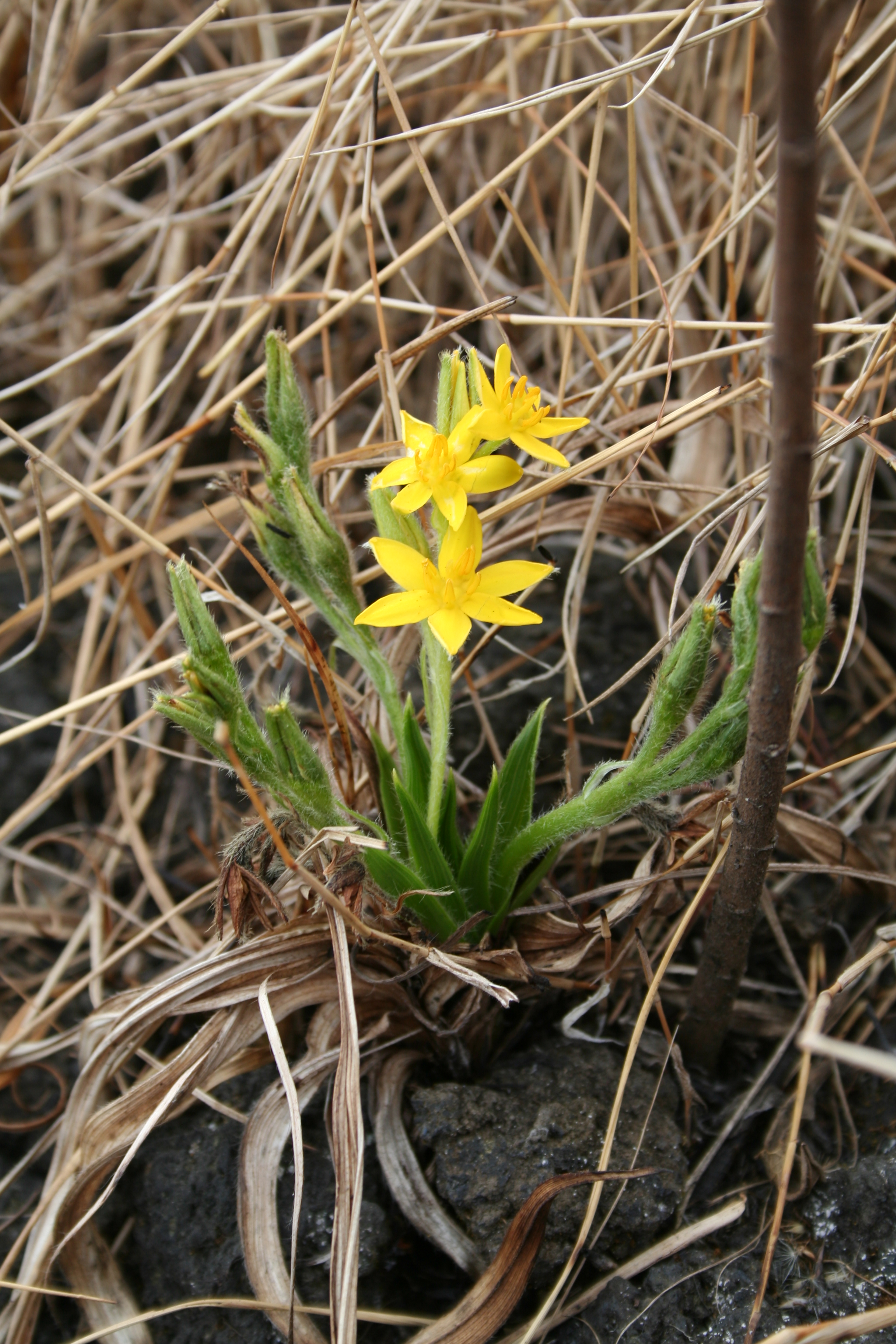
Habitus und Blüte von Hypoxis angustifolia

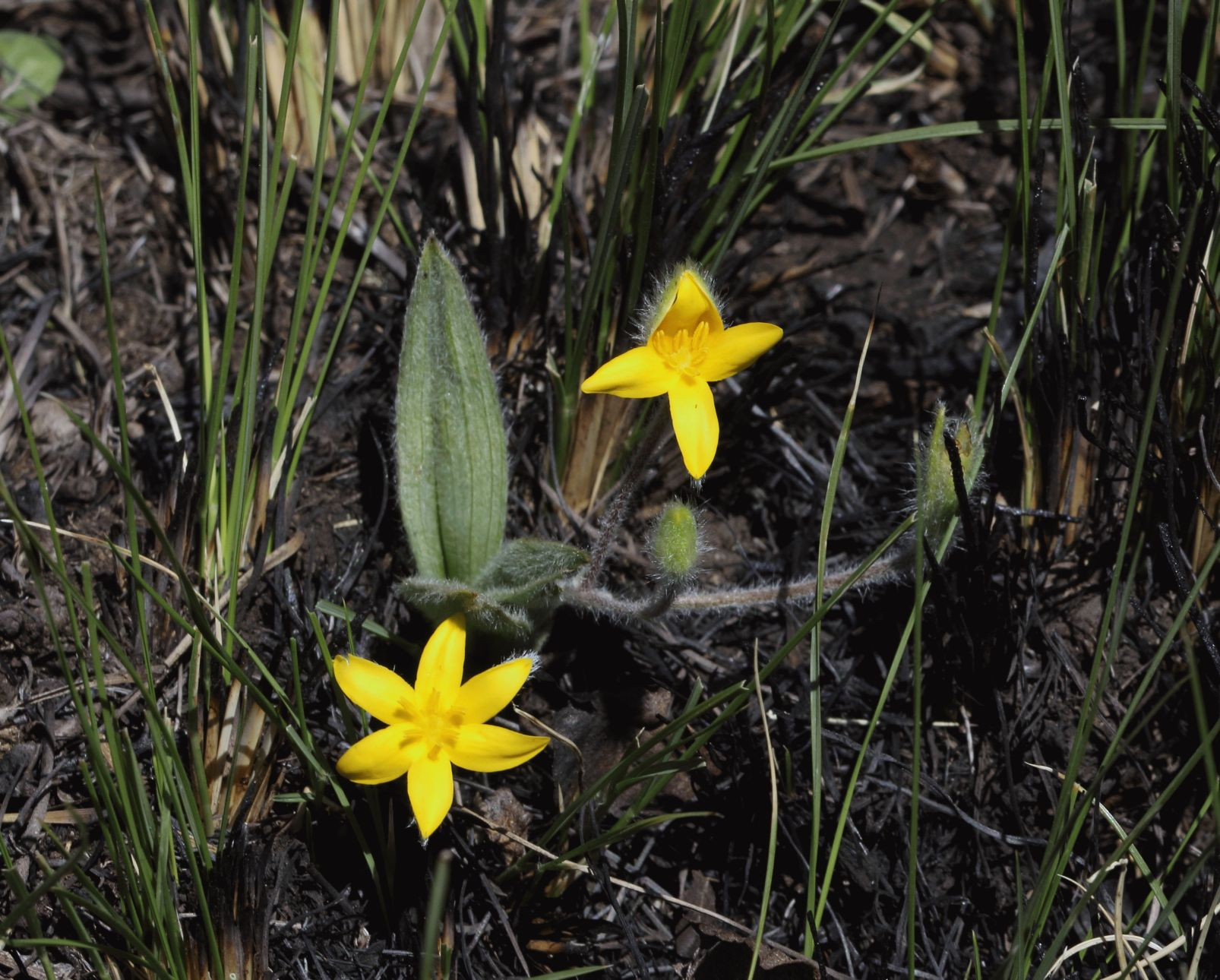
Hypoxis costata

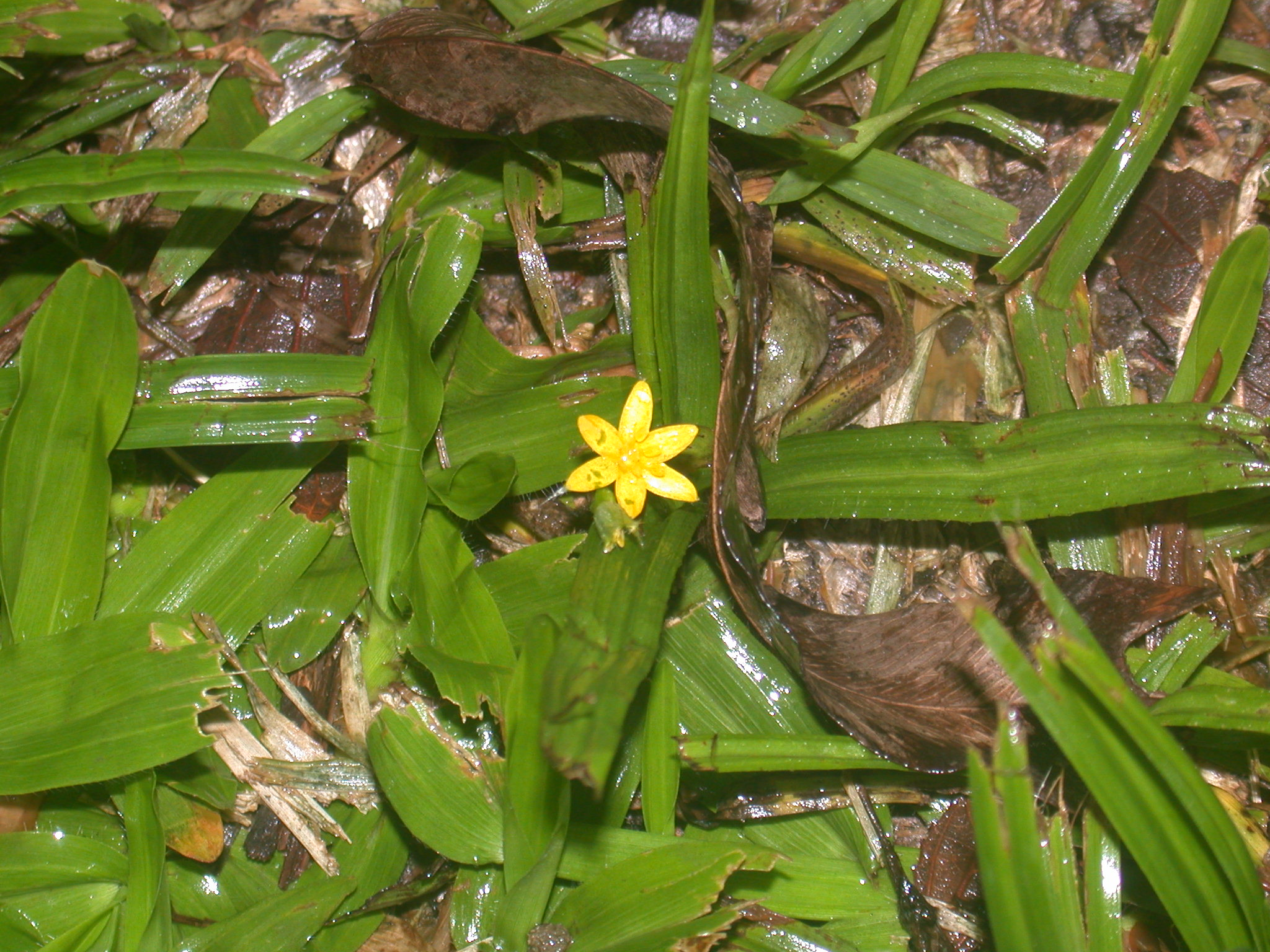
Laubblätter und Blüte von Hypoxis decumbens

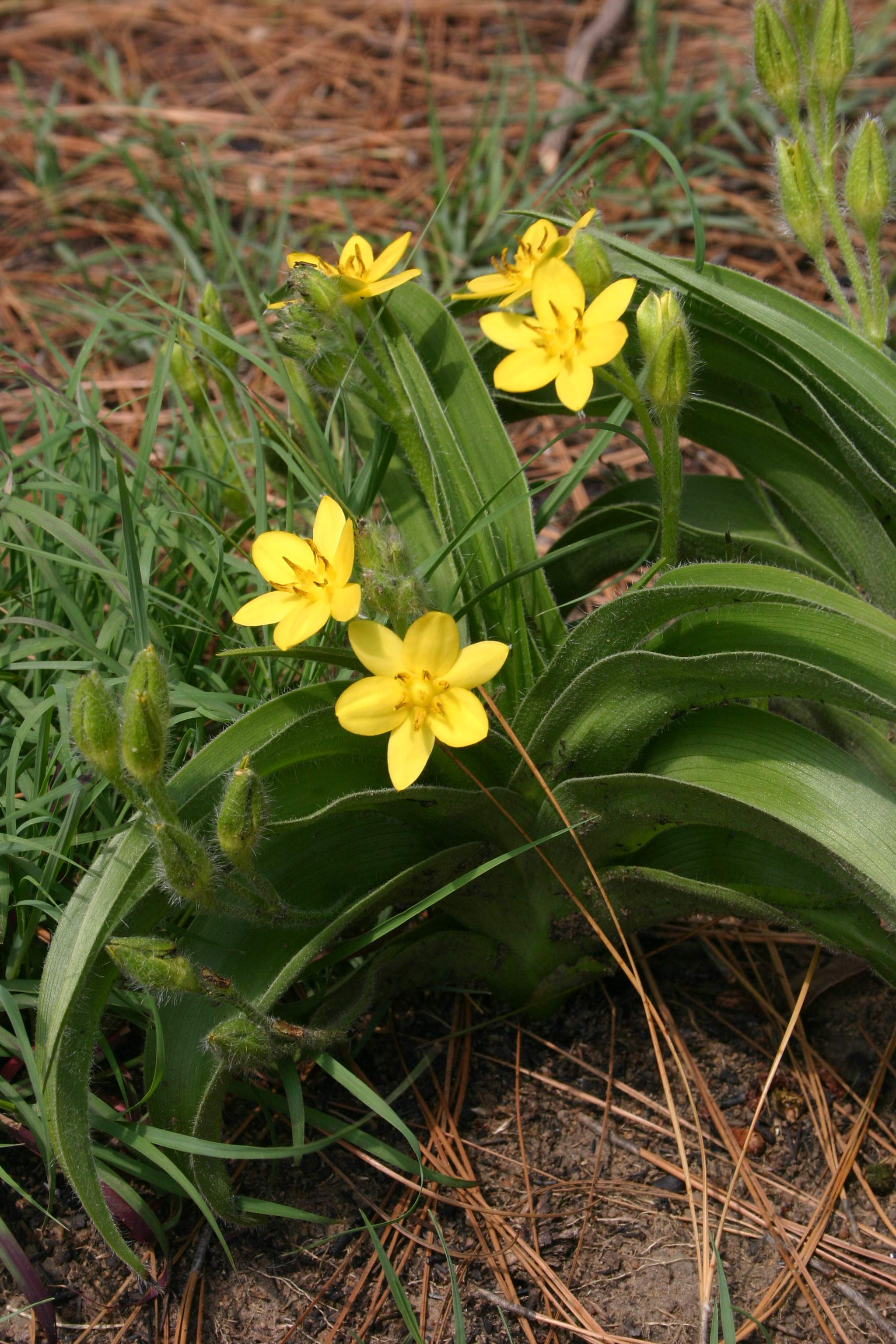
Habitus und Blütenstand von Hypoxis hemerocallidea am Naturstandort in Südafrika

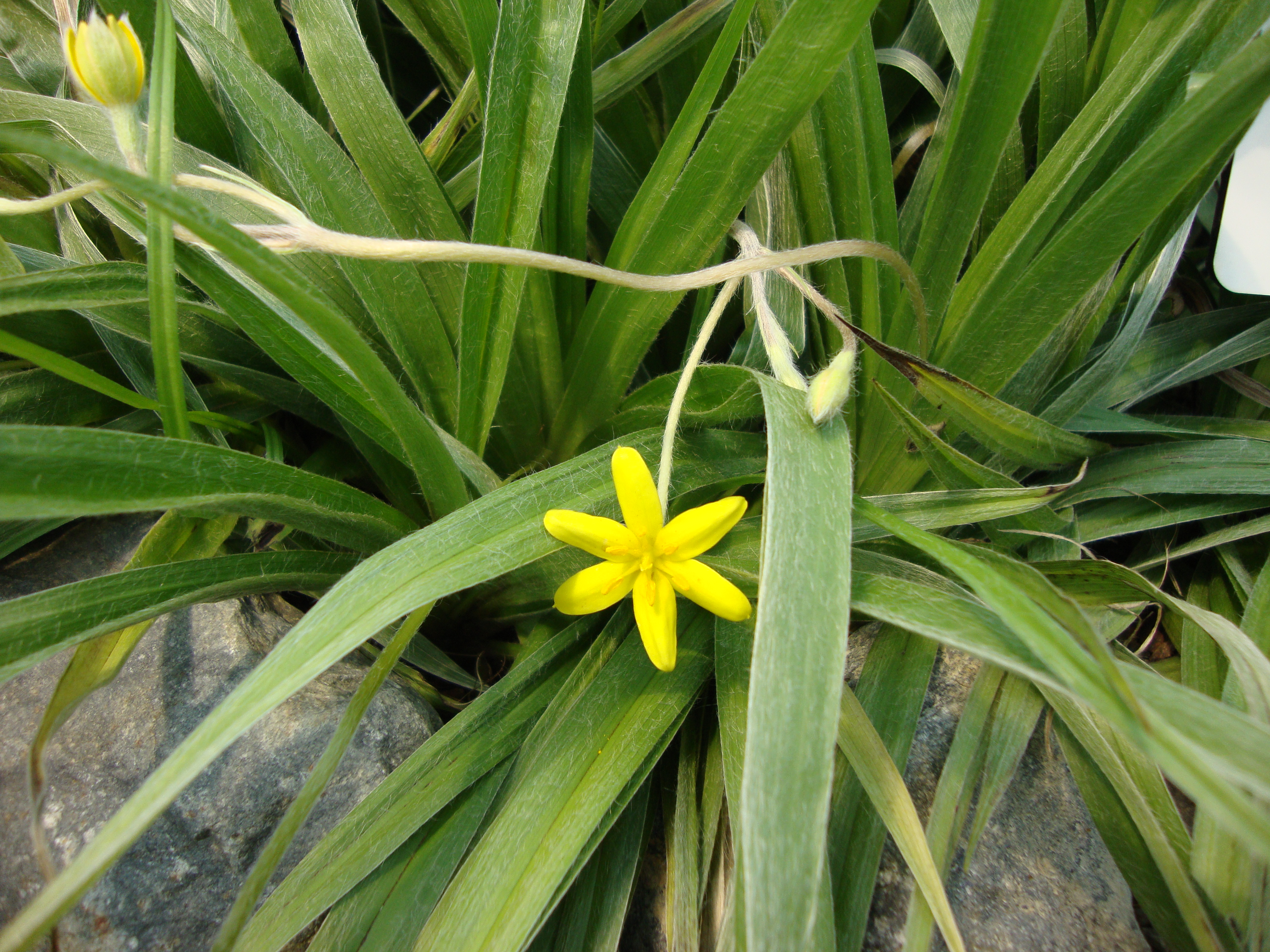
Behaarte Laubblätter und Blüte von Hypoxis hirsuta

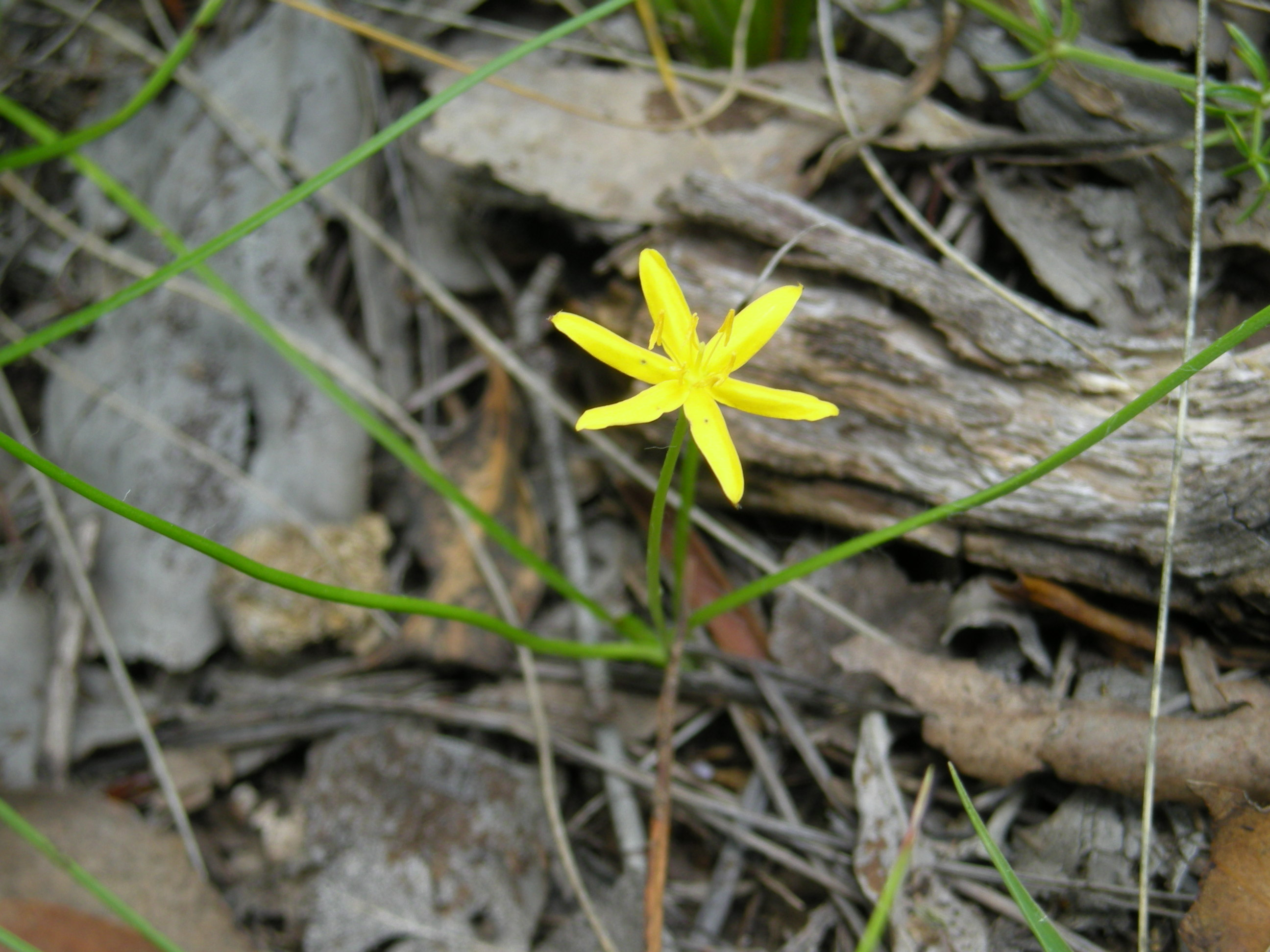
Hypoxis hygrometrica

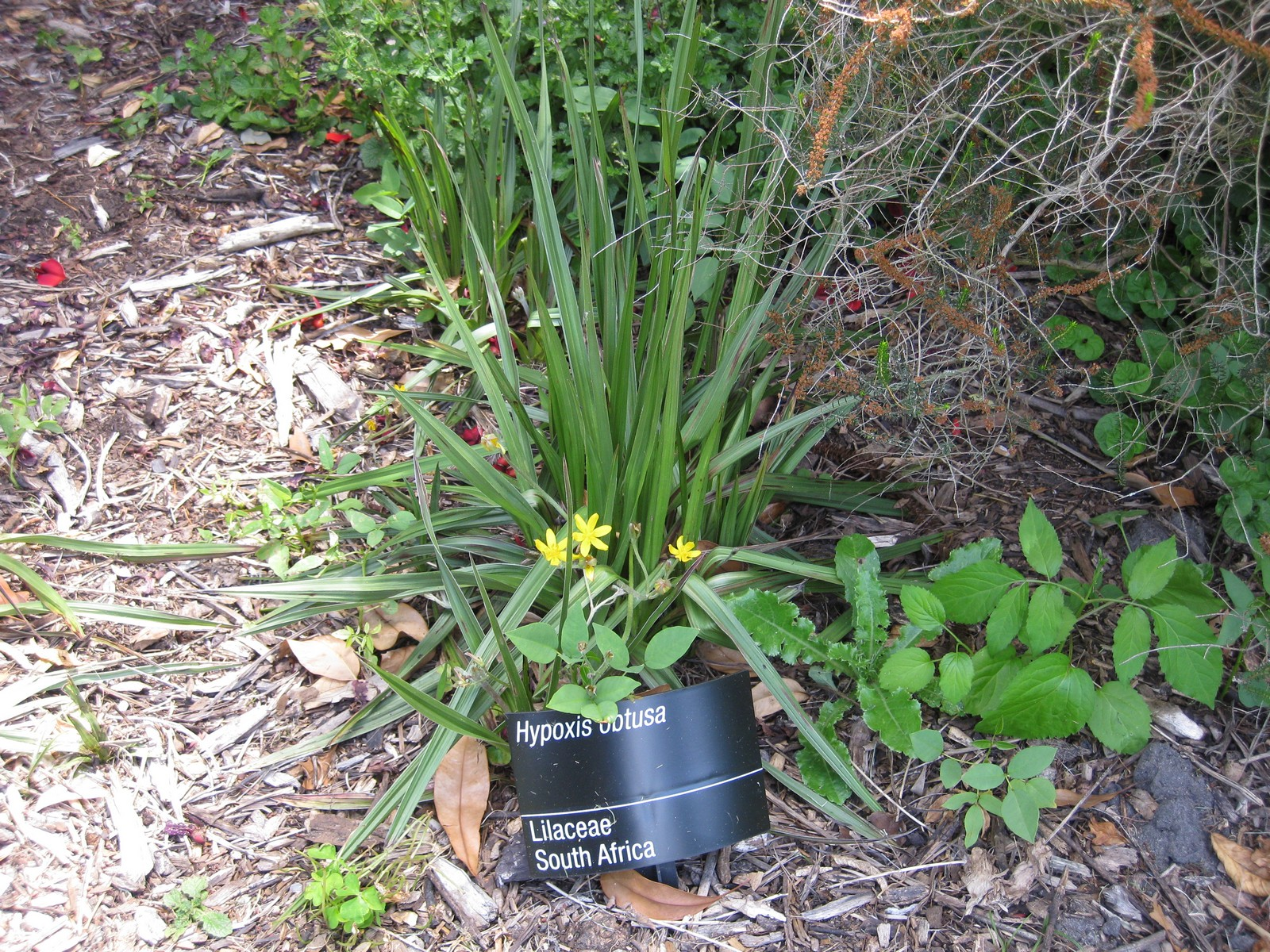
Habitus und Blütenstand von Hypoxis obtusa

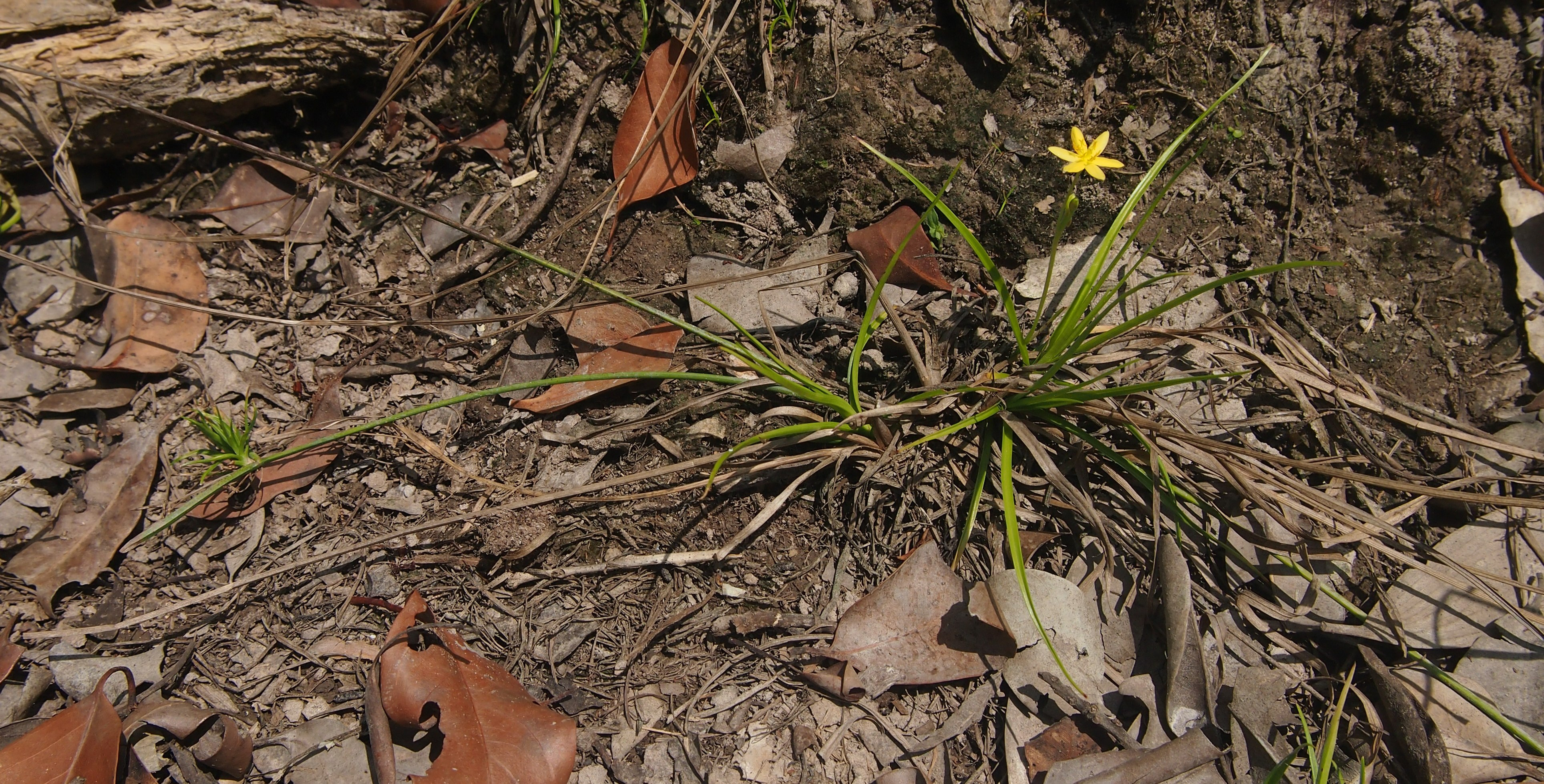
Habitus und Blüte von Hypoxis pratensis

- Hypoxis abyssinica Hochst.: Die Heimat ist Äthiopien und Eritrea.[8]
- Hypoxis acuminata Baker: Die Heimat ist das südliche Afrika.[8] Sie wird als „least concern“ = „nicht gefährdet“ eingestuft.[5]
- Hypoxis angustifolia Lam.: Die Heimat ist Afrika, der westliche Indische Ozean und die südwestliche Arabische Halbinsel.[8] Sie kommt in vier Varietäten vor. Sie wird als „least concern“ = „nicht gefährdet“ eingestuft.[5] Sie wird als Stärkelieferant des Menschen bereits in der Altsteinzeit betrachtet.[10]
- Hypoxis argentea Harv. ex Baker: Die Heimat ist das südliche Afrika. Sie kommt in  zwei Varietäten vor. Sie wird als „least concern“ = „nicht gefährdet“ eingestuft.[5]
- Hypoxis arillacea R.J.F.Hend.: Die Heimat ist Queensland.[8]
- Hypoxis atlantica Funez, Hassemer & J.P.R.Ferreira: Die Heimat der 2016 erstbeschriebenen Art ist Brasilien.[8]
- Hypoxis aurea Lour.: Die Heimat ist das tropische und subtropische Asien.[8]
- Hypoxis bampsiana Wiland: Die Heimat ist das westliche Tansania bis Sambia. Sie kommt in zwei Unterarten vor.[8]
- Hypoxis camerooniana Baker: Die Heimat ist Nigeria bis zur Demokratischen Republik Kongo.[8]
- Hypoxis canaliculata Baker: Die Heimat ist Angola.[8]
- Hypoxis catamarcensis Brackett: Die Heimat ist Argentinien (Catamarca).[8]
- Hypoxis colchicifolia Baker: Die Heimat ist die östliche Kap-Provinz bis KwaZulu-Natal.[8] Sie wird als „least concern“ = „nicht gefährdet“ eingestuft.[5]
- Hypoxis colliculata Sánchez-Ken: Diese 2010 erstbeschriebene Art kommt nur in Mexiko (Oaxaca, Chapas) vor.[8]
- Hypoxis costata Baker: Die Heimat ist das südliche Afrika.[5] Sie wird als „least concern“ = „nicht gefährdet“ eingestuft.[8]
- Hypoxis cuanzensis Welw. ex Baker: Die Heimat ist Angola.[8]
- Hypoxis curtissii Rose: Die Heimat sind die südöstlichen USA bis zum östlichen Texas.[8]
- Hypoxis decumbens L.: Das Verbreitungsgebiet reicht von Mexiko bis ins tropische Amerika.[8]
- Hypoxis demissa Nel: Die Heimat ist Tansania.[8]
- Hypoxis dinteri Nel: Die Heimat ist Namibia.[8]
- Hypoxis domingensis Urb.: Die Heimat ist die Dominikanische Republik.[8]
- Hypoxis exaltata Nel: Die Heimat ist die östliche Kap-Provinz.[8] Sie wird als „least concern“ = „nicht gefährdet“ eingestuft.[5]
- Hypoxis exilis R.J.F.Hend.: Die Heimat ist New South Wales bis Victoria.[8]
- Hypoxis filiformis Baker: Die Heimat ist Uganda bis zum südlichen Afrika.[8] Sie wird als „least concern“ = „nicht gefährdet“ eingestuft.[5]
- Hypoxis fischeri Pax: Die Heimat ist Afrika. Sie kommt in fünf Varietäten vor.[8]
- Hypoxis flanaganii Baker: Die Heimat ist die südliche Kapprovinz.[8] Sie wird als „least concern“ = „nicht gefährdet“ eingestuft.[5]
- Hypoxis floccosa Baker: Die Heimat ist die Kapprovinz.[8] Sie wird als „least concern“ = „nicht gefährdet“ eingestuft.[5]
- Hypoxis galpinii Baker: Die Heimat ist Tansania bis KwaZulu-Natal.[8] Sie wird als „least concern“ = „nicht gefährdet“ eingestuft.[5]
- Hypoxis gardneri R.J.F.Hend.: Die Heimat ist das südwestliche Australien.[8]
- Hypoxis gerrardii Baker: Die Heimat ist das südliche Afrika.[8] Sie wird als „least concern“ = „nicht gefährdet“ eingestuft.[5]
- Hypoxis goetzei Harms: Die Heimat ist Kenia und das südliche tropische Afrika.[8]
- Hypoxis gregoriana Rendle: Die Heimat ist das östliche tropische Afrika.[8]
- Hypoxis hemerocallidea Fisch., C.A.Mey. & Avé-Lall. (Syn.: Hypoxis obconica Nel, Hypoxis patula Nel): Die Heimat ist das tropische und das südliche Afrika.[8] Ihre natürlichen Bestände nehmen ab.[5]
- Hypoxis hirsuta (L.) Coville: Das Verbreitungsgebiet reicht von Kanada bis Mexiko.[8]
- Hypoxis humilis Kunth: Das Verbreitungsgebiet reicht von Mexiko bis Argentinien.[8]
- Hypoxis hygrometrica Labill.: Die Heimat ist Australien.[8]
- Hypoxis interjecta Nel: Die Heimat ist das südliche Afrika.[8] Sie wird als „least concern“ = „nicht gefährdet“ eingestuft.[5]
- Hypoxis juncea Sm.: Die Heimat sind die südöstlichen USA.[8]
- Hypoxis kilimanjarica Baker: Die Heimat ist das östliche Afrika.[8] Sie kommt in zwei Unterarten vor.
- Hypoxis kraussiana Buchinger ex C.Krauss: Die Heimat ist das südliche Afrika.[8] Sie wird als „least concern“ = „nicht gefährdet“ eingestuft.[5]
- Hypoxis lata Nel: Die Heimat ist Lesotho und KwaZulu-Natal.[8] Sie wird als „least concern“ = „nicht gefährdet“ eingestuft.[5]
- Hypoxis lejolyana Wiland: Die Heimat ist das südliche Zaire.[8]
- Hypoxis leucotricha Fritsch: Die Heimat ist Angola.[8]
- Hypoxis limicola B.L.Burtt: Die Heimat ist Limpopo bis Swaziland.[8] Sie wird als „least concern“ = „nicht gefährdet“ eingestuft.[5]
- Hypoxis longifolia Baker: Die Heimat ist das südliche ASfrika.[8] Sie wird als „least concern“ = „nicht gefährdet“ eingestuft.[5]
- Hypoxis lucens McVaugh: Die Heimat ist das zentrale und südwestliche Mexiko.[8]
- Hypoxis ludwigii Baker: Die Heimat ist die Kapprovinz bis KwaZulu-Natal.[8] Sie wird als „least concern“ = „nicht gefährdet“ eingestuft.[5]
- Hypoxis lusalensis Wiland: Die Heimat ist das südliche Zaire.[8]
- Hypoxis malaissei Wiland: Die Heimat ist das südliche Zaire bis zum südwestlichen Tansania.[8]
- Hypoxis marginata R.Br.: Die Heimat ist Queensland.[8]
- Hypoxis membranacea Baker: Die Heimat ist das südliche Afrika.[8] Sie wird als „least concern“ = „nicht gefährdet“ eingestuft.[5]
- Hypoxis mexicana Schult. & Schult.f.: Die Heimat ist das südliche Arizona bis Mexiko.[8]
- Hypoxis monanthos Baker: Die Heimat ist Burundi bis Angola.[8]
- Hypoxis muhilensis Wiland: Die Heimat ist das südöstliche Zaire.[8] Sie kommt in zwei Unterarten vor.
- Hypoxis multiceps Buchinger ex Baker: Die Heimat ist das südliche Afrika.[8] Sie wird als „least concern“ = „nicht gefährdet“ eingestuft.[5]
- Hypoxis neliana Schinz: Die Heimat ist das südliche Afrika.[8] Sie wird als „least concern“ = „nicht gefährdet“ eingestuft.[5]
- Hypoxis nervosa R.J.F.Hend.: Die Heimat ist das nördliche Australien.[8]
- Hypoxis nivea Y.Singh: Die Heimat ist die Kapprovinz bis KwaZulu-Natal.[8]
- Hypoxis nyasica Baker: Die Heimat ist Tansania und das südliche tropische Afrika.[8]
- Hypoxis oblonga Nel: Die Heimat ist die Kapprovinz bi KwaZulu-Natal.[8] Sie wird als „least concern“ = „nicht gefährdet“ eingestuft.[5]
- Hypoxis obtusa Burch. ex Ker Gawl.: Das Verbreitungsgebiet reicht von Uganda bis zum südlichen Afrika.[8] Sie wird als „least concern“ = „nicht gefährdet“ eingestuft.[5]
- Hypoxis oligophylla Baker: Die Heimat ist Madagaskar.[8]
- Hypoxis parvifolia Baker: Das Verbreitungsgebiet reicht von Malawi bis zum südlichen Afrika.[8] Sie wird als „least concern“ = „nicht gefährdet“ eingestuft.[5]
- Hypoxis parvula Baker: Die Heimat ist das südliche Afrika.[8] Sie kommt in zwei Varietäten vor. Sie wird als „least concern“ = „nicht gefährdet“ eingestuft.[5]
- Hypoxis polystachya Welw. ex Baker: Das Verbreitungsgebiet reicht von Tansania bis zum südlichen Afrika.[8]
- Hypoxis potosina Brackett: Das Verbreitungsgebiet reicht von Mexiko bis Guatemala.[8]
- Hypoxis pratensis R.Br.: Die Heimat ist Australien. Sie kommt in zwei Varietäten vor.[8]
- Hypoxis protrusa Nel: Die Heimat ist Tansania.[8]
- Hypoxis pulchella G.L.Nesom: Die Heimat Mexiko.[8]
- Hypoxis rigida Chapm.: Die Heimat sind die südlichen USA.[8]
- Hypoxis rigidula Baker: Die Heimat Kenia bis zum südlichen Afrika.[8] Sie wird als „least concern“ = „nicht gefährdet“ eingestuft.[5] Sie kommt in zwei Varietäten vor.
- Hypoxis robusta Nel: Die Heimat ist das südliche Zaire.[8]
- Hypoxis sagittata Nel: Die Heimat ist die südliche Kapprovinz.[8] Sie wird als „least concern“ = „nicht gefährdet“ eingestuft.[5]
- Hypoxis schimperi Baker: Das Verbreitungsgebiet reicht von Äthiopien bis zum südlichen tropischen Afrika.[8]
- Hypoxis sessilis L.: Die Heimat sind die südlichen USA.[8]
- Hypoxis setosa Baker: Die Heimat ist die Kapprovinz.[8] Sie wird als „least concern“ = „nicht gefährdet“ eingestuft.[5]
- Hypoxis sobolifera Jacq.: Die Heimat ist die Kapprovinz bis KwaZulu-Natal.[8] Sie wird als „least concern“ = „nicht gefährdet“ eingestuft.[5]
- Hypoxis stellipilis Ker Gawl.:  Die Heimat ist die Kapprovinz.[8] Sie wird als „least concern“ = „nicht gefährdet“ eingestuft.[5]
- Hypoxis suffruticosa Nel: Die Heimat ist Nigeria bis Kamerun.[8]
- Hypoxis symoensiana Wiland: Die Heimat ist das südliche Zaire.[8]
- Hypoxis tepicensis Brackett: Die Heimat ist Mexiko.[8]
- Hypoxis tetramera Hilliard & B.L.Burtt: Die Heimat ist die östliche Kapprovinz bis KwaZulu-Natal.[8] Sie wird als „least concern“ = „nicht gefährdet“ eingestuft.[5]
- Hypoxis uniflorata Markötter: Die Heimat ist der Oranje-Freistaat.[8] Sie wird als „vulnerable“ = „gefährdet“ eingestuft.[5]
- Hypoxis upembensis Wiland: Die Heimat ist das südliche Zaire.[8]
- Hypoxis urceolata Nel: Das Verbreitungsgebiet reicht vom Kongo bis Tansania und Eritrea und bis zur südwestlichen Arabischen Halbinsel.[8]
- Hypoxis villosa L.f.: Die Heimat ist das südliche Afrika.[8] Sie wird als „least concern“ = „nicht gefährdet“ eingestuft.[5]
- Hypoxis wrightii (Baker) Brackett: Das Verbreitungsgebiet reicht von den südöstlichen USA und Texas bis Mexiko und in die Karibik.[8]
- Hypoxis zeyheri Baker:  Die Heimat ist die südliche Kapprovinz.[8] Sie wird als „least concern“ = „nicht gefährdet“ eingestuft.[5]

Nicht mehr zu dieser Gattung wird gerechnet:
- Hypoxis glabella R.Br. => Pauridia glabella (R.Br.) Snijman & Kocyan
- Hypoxis occidentalis Benth. => Pauridia occidentalis (Benth.) Snijman & Kocyan
- Hypoxis salina M.Lyons & Keighery => Pauridia salina (M.Lyons & Keighery) Snijman & Kocyan
- Hypoxis vaginata Schltdl. => Pauridia vaginata (Schltdl.) Snijman & Kocyan

## Nutzung
Einige Arten (beispielsweise Hypoxis hemerocallidea, Hypoxis angustifolia, Hypoxis membranacea, Hypoxis colchicifolia, Hypoxis obtusa, Hypoxis acuminata) und ihre Sorten werden als Zierpflanzen in Parks und Gärten genutzt.
Von Hypoxis hygrometrica können die unterirdischen Pflanzenteile nach gründlichem Garen (Calciumoxalat-Kristalle!) gegessen werden.
Über die derzeitige medizinische Nutzung ist außerhalb Südafrikas wenig bekannt. Mindestens die beiden Arten Hypoxis hemerocallidea sowie Hypoxis colchicifolia wurden in der Volksmedizin verwendet. In Südafrika verwendet man Arzneimittel aus Hypoxis hemerocallidea, dort schon „wonder herb“ und „miracle cure“ genannt, zur Behandlung von HIV/AIDS-Patienten und auch gegen andere Immunkrankheiten.